# عقدة (حائل)
عقدة قرية تاريخية سياحية وزراعية تقع غرب منطقة حائل شمال المملكة العربية السعودية. وهي من أقدم المناطق المأهولة بالسكان في المنطقة. عقدة قرية جبلية في عمق جبل آجا، وترتبط بمدينة حائل عبر ممر شق من بين الجبال يطلق عليه (النشيب). تضم واديا يطلق عليه (وادي عقدة) يوجد به آثار لحصن تاريخي. كما تعتبر القرية سلة غذاء حائل لتنوع محاصيلها الزراعية.

## تاريخ القرية
أحيطت القرية قديما بسور حجري، ثم هدم وتم استبداله بثلاث سدود لحفظ مياه الأمطار الموسمية. وتحتوي الآن على مزارع وبنايات طينية إلى جانب البنيان الحديث.

## وادي عقدة
تضم القرية وادي عقدة، أحد أهم أودية جبال أجا. ويمتد الوادي من جبل السمراء ناحية الشرق إلى أن يصل عقدة في الغرب، ثم يتفرع إلى أودية أصغر ناحيتي الشمال والجنوب.

## الزراعة
يطلق على قرية عقدة (سلة غذاء حائل)، لتنوع منتوجاتها الزراعية من التمور والنعناع والشمام والقرع، والعنب والتفاح والرمان. إلى جانب مزارع متخصصة بتربية الصقور، ومناحل لإنتاج العسل البلدي.